# Chitnahalli, Kolar
Chitnahalli là một làng thuộc tehsil Kolar, huyện Kolar, bang Karnataka, Ấn Độ.